# Leandro (fotbalista, 1993)
Weverson Leandro Oliveira Moura (* 12. května 1993, Brasília), známý jako Leandro, je brazilský fotbalista, který hraje jako křídlo nebo útočník. Naposledy hrál za klub FC Tokio.
Hrál také za kluby (např. Grêmio Foot-Ball Porto Alegrense nebo Palmeiras) v Brazílii a jednou nastoupil za národní tým.